# Jöns Arvidsson (Rosenbielke)
Jöns Arvidsson (Rosenbielke), född på 1500-talet, död under 1590-talet, var en svensk fogde, slottsloven och ståthållare.

## Biografi
Jöns Arvidsson (Rosenbielke) föddes i Danmark. Han var son till frälsemannen Arvid Elofsson (Rosenbielke) och Anna Bengtsdotter. Jöns Arvidsson var småsven 1552 hos Gustav Vasa och var från 1560 till 1564 fogde i Konga härad och Kinnevalds härad, tillika på Kronobergs slott 1563. Han blev 1565 fogde på Jönköpings slott och var från 1566 till 1569 fogde i Tveta härad. Jöns Arvidsson blev 16 mars 1573 slottsloven på Kronobergs slott och var från3 januari 1574 till 1577 fogde i Kronobergs län, samt från 1585 till 1586. Han fick 30 december 1579 renovation på adelskapet av kung Johan III och blev 10 april 1580 ståthållare på Kronobergs slott. Jöns Arvidsson hade 1592 spannmål i underhåll. Han levde ännu 1596, men avled före 1600.

### Egendom
Jöns Arvidsson Lästad i Blädinge socken, som han ägde redan 1552, Fylleskog i Ryssby socken (1562 och 1571), Kråkesjö i Ljuders socken (1579 och 1596), samt Vitared i Moheda socken (1588). Han ägde även Dannäs i Dannäs socken, som han ägde tillsammans med brodern Olof Arvidsson (Rosenbielke), fram till 1588, därefter blev Olof Arvidsson ensam ägare.

### Familj
Jöns Arvidsson gifte sig före 28 mars 1553 med Carin Isaksdotter (Halvhjort av Älmtaryd), dotter av slottsloven Isak Birgersson (Halvhjort av Älmtaryd) på Kalmar slott och Estrid Pedersdotter (Stierna). De fick tillsammans barnen Arvid Jönsson, militären Isak Jönsson (död 1601), fogden Bengt Jönsson i Kronobergs län, Anna Jönsdotter som var gift med assessorn Jöns Jöransson (Lilliesparre af Fylleskog) och Estrid Jönsdotter.